# Jätteväddssläktet
Jätteväddssläktet även Jätteväddar, Cephalaria, är ett växtsläkte av familjen väddväxter med omkring 65 arter, ett eller fleråriga örter, huvudsakligen i östra medelhavsområdet.
Cephalaria tatarica, ända till 3 meter hög med stora, gulvida blomkorgar på långa skaft, och Cephalaria alpina, omkring 1,5 meter hög med blekgula blommor, odlas mycket som prydnadsväxter.

## Bildgalleri

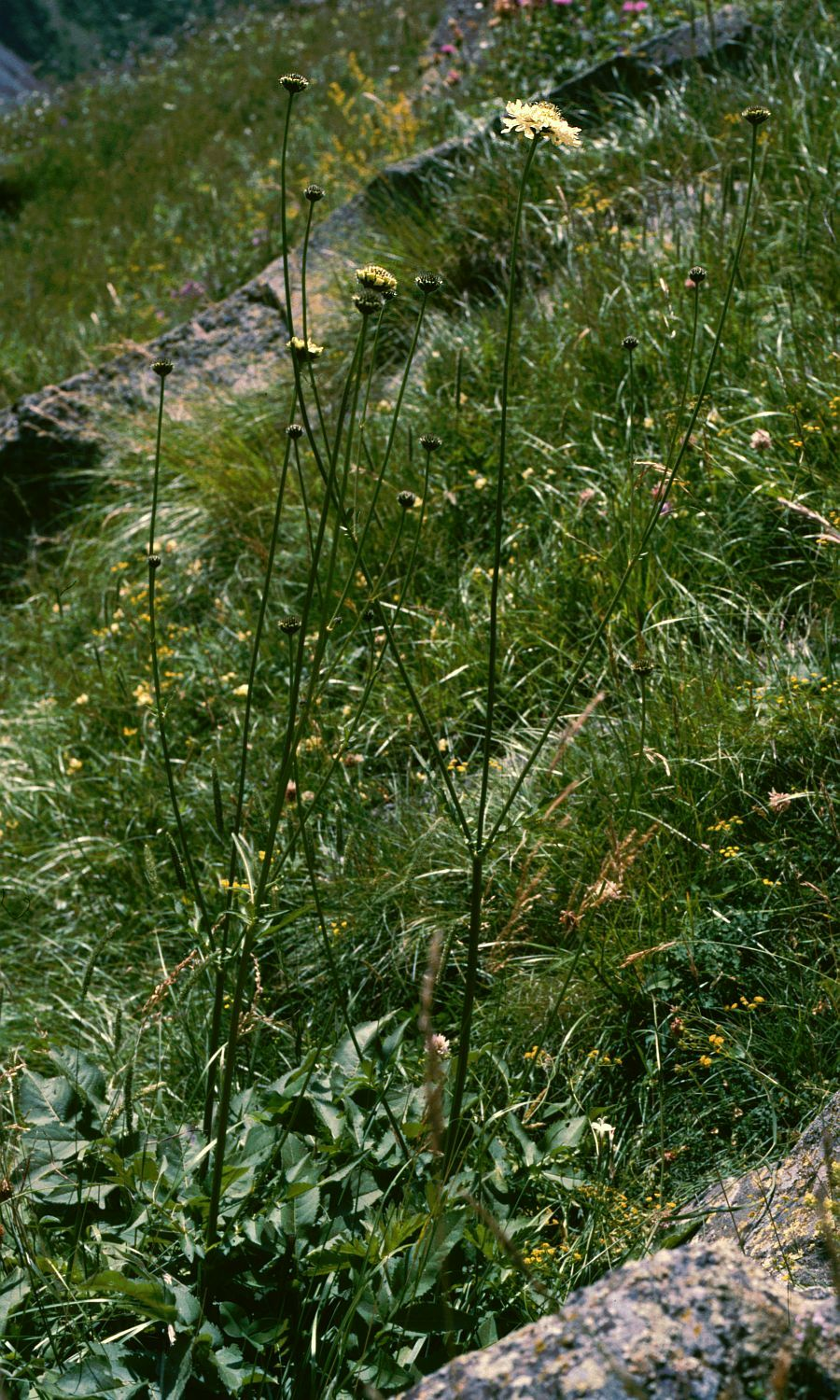
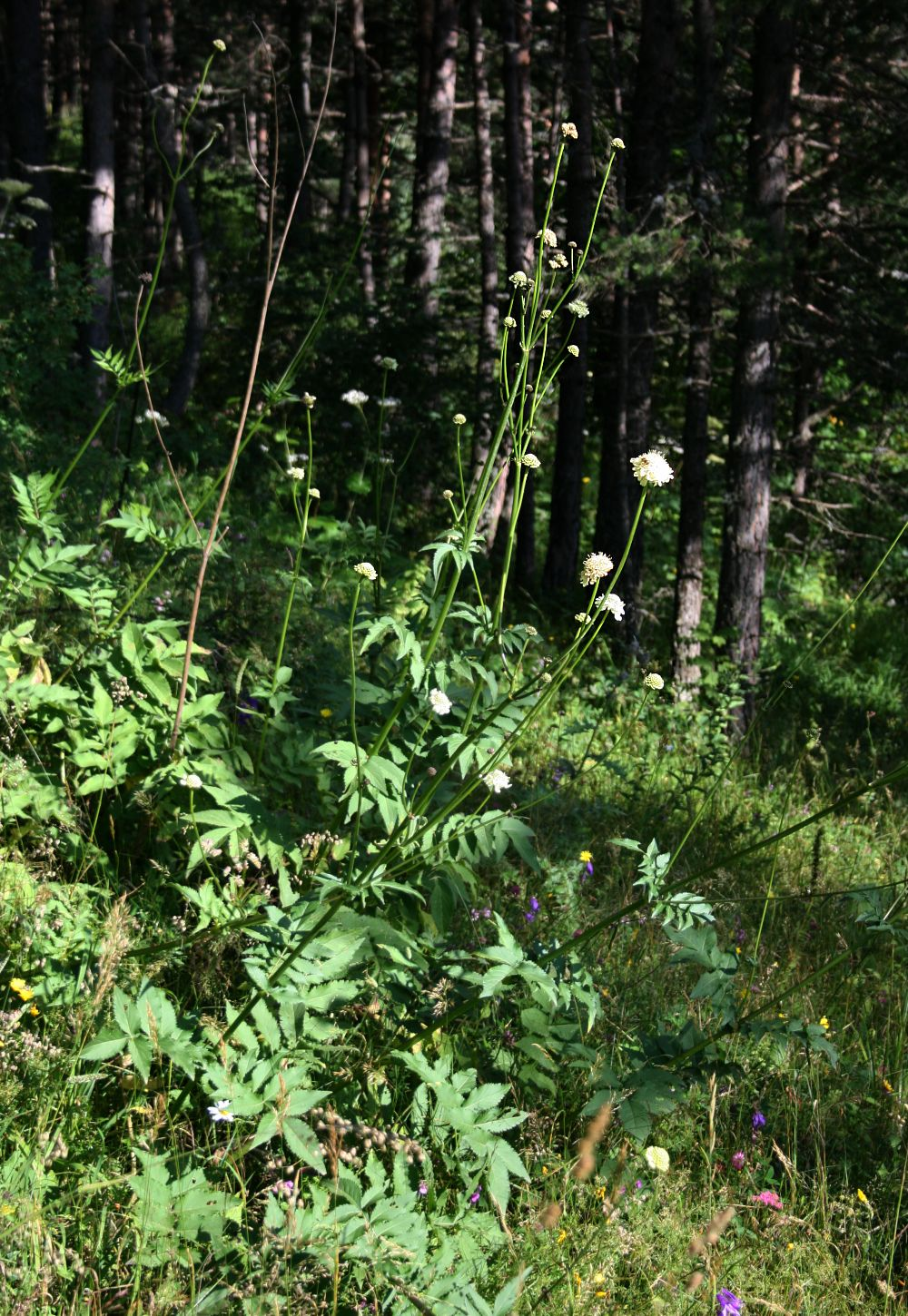
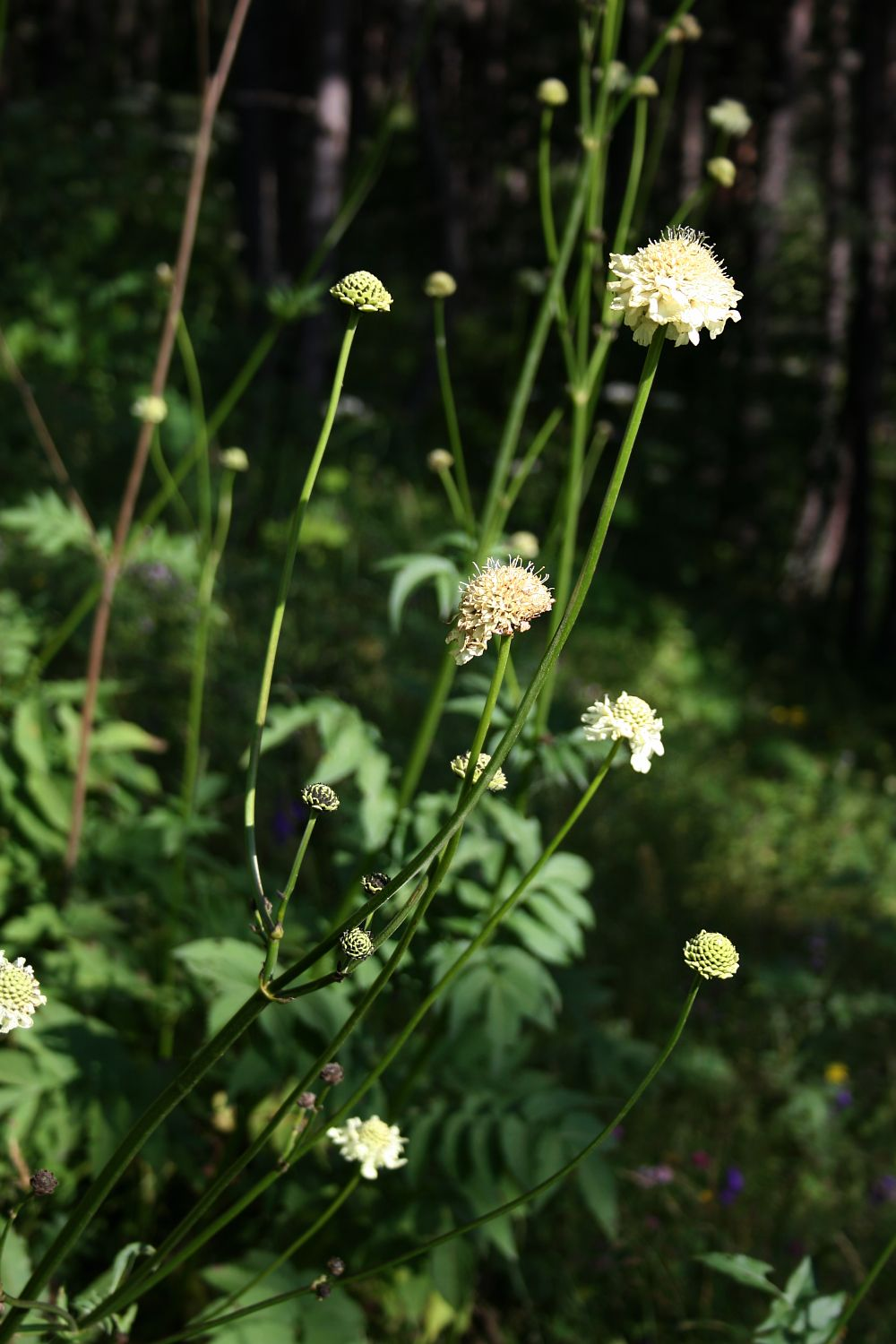
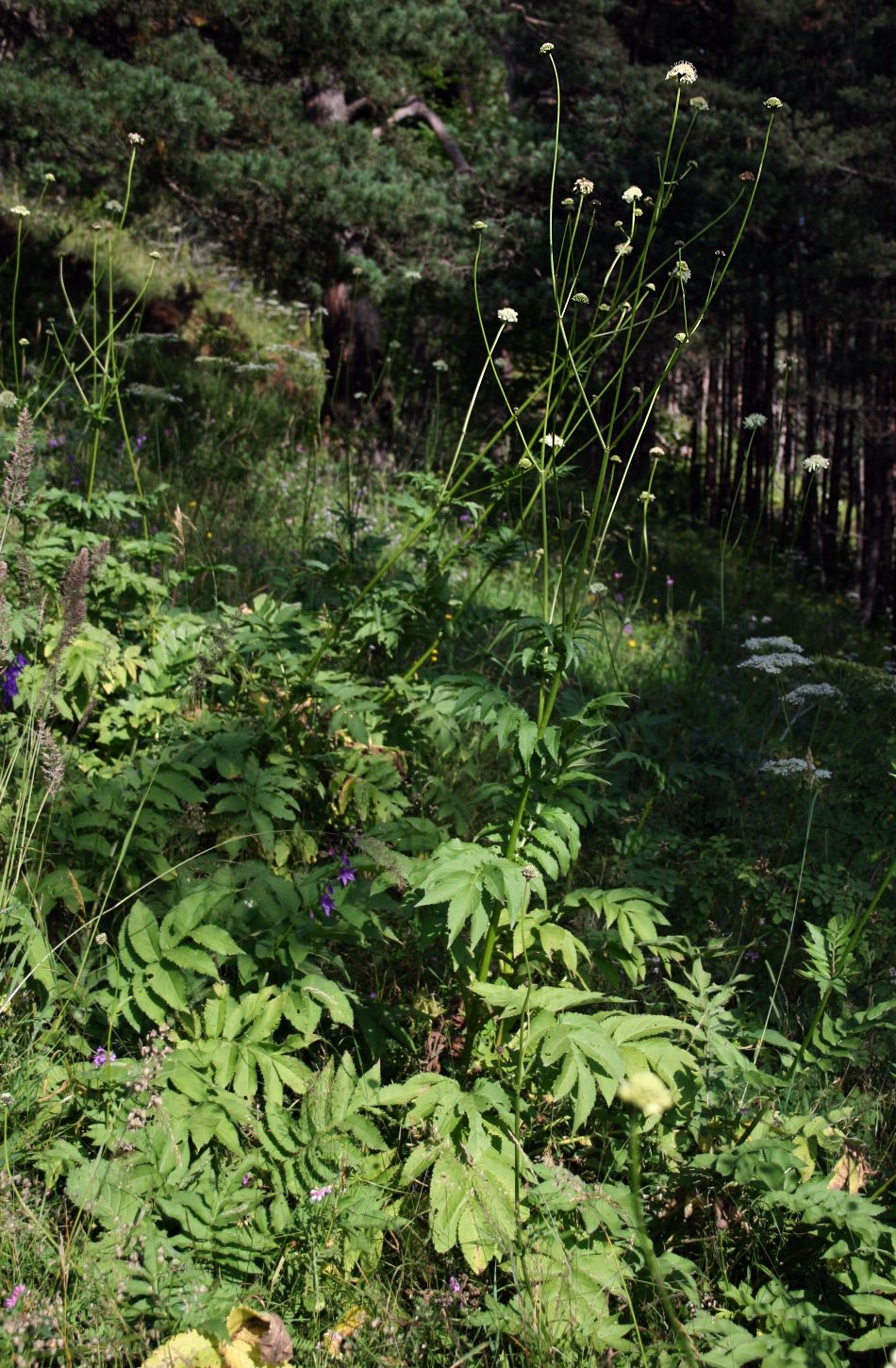
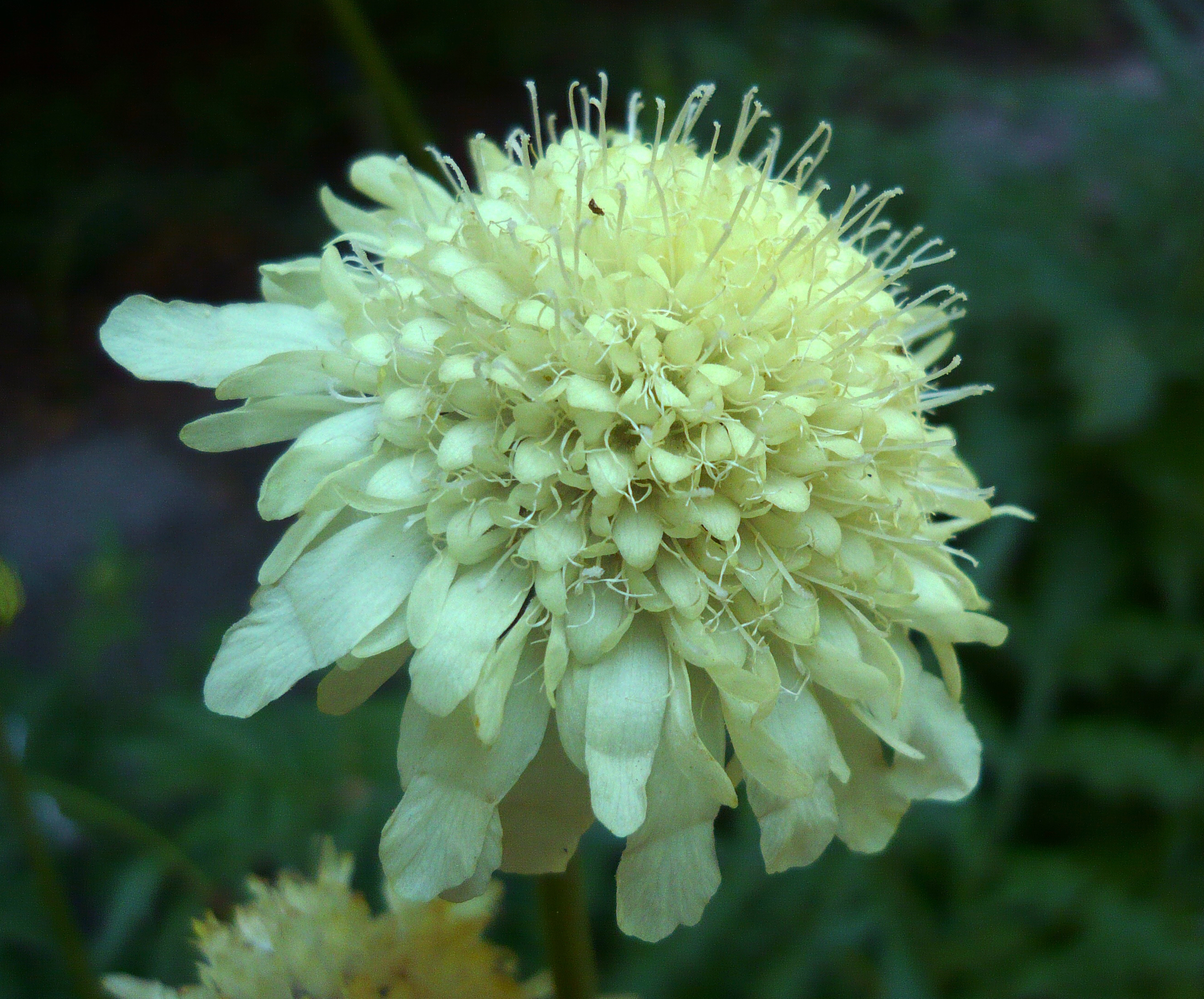
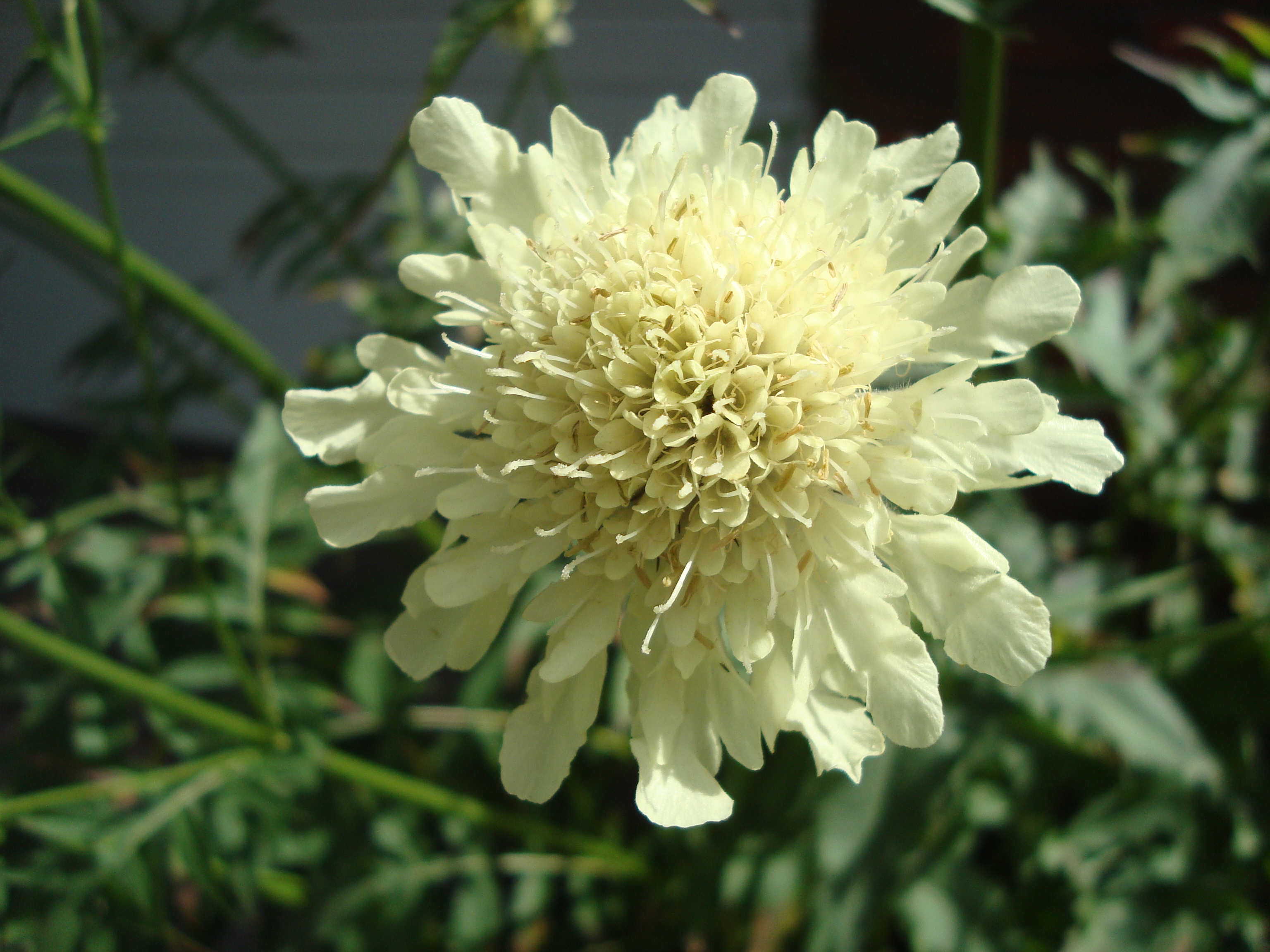

## Dottertaxa till Jätteväddar, i alfabetisk ordning[2]
- Cephalaria alpina
- Cephalaria amana
- Cephalaria ambrosioides
- Cephalaria anatolica
- Cephalaria aristata
- Cephalaria armeniaca
- Cephalaria armerioides
- Cephalaria attenuata
- Cephalaria aytachii
- Cephalaria balansae
- Cephalaria balkharica
- Cephalaria bigazzii
- Cephalaria calcarea
- Cephalaria cedrorum
- Cephalaria charadzeae
- Cephalaria cilicica
- Cephalaria coriacea
- Cephalaria dagestanica
- Cephalaria davisiana
- Cephalaria decurrens
- Cephalaria dichaetophora
- Cephalaria dirmilensis
- Cephalaria duzceensis
- Cephalaria ebusitana
- Cephalaria ekimiana
- Cephalaria elazigensis
- Cephalaria elmaliensis
- Cephalaria fanourii
- Cephalaria flava
- Cephalaria foliosa
- Cephalaria fragosoana
- Cephalaria galpiniana
- Cephalaria gazipashensis
- Cephalaria gigantea
- Cephalaria glaberrima
- Cephalaria goetzei
- Cephalaria hakkiarica
- Cephalaria hirsuta
- Cephalaria humilis
- Cephalaria integrifolia
- Cephalaria isaurica
- Cephalaria joppensis
- Cephalaria juncea
- Cephalaria katangensis
- Cephalaria kesruanica
- Cephalaria laevigata
- Cephalaria leucantha
- Cephalaria linearifolia
- Cephalaria litvinovii
- Cephalaria lycica
- Cephalaria mauritanica
- Cephalaria media
- Cephalaria microcephala
- Cephalaria microdonta
- Cephalaria monocephala
- Cephalaria nachiczevanica
- Cephalaria natalensis
- Cephalaria oblongifolia
- Cephalaria paphlagonica
- Cephalaria pastricensis
- Cephalaria peshmenii
- Cephalaria petiolata
- Cephalaria procera
- Cephalaria pungens
- Cephalaria radiata
- Cephalaria retrosetosa
- Cephalaria rigida
- Cephalaria salicifolia
- Cephalaria scabra
- Cephalaria scoparia
- Cephalaria setosa
- Cephalaria setulifera
- Cephalaria sosnowskyi
- Cephalaria sparsipilosa
- Cephalaria speciosa
- Cephalaria squamiflora
- Cephalaria stapfii
- Cephalaria stellipilis
- Cephalaria sublanata
- Cephalaria sumbuliana
- Cephalaria syriaca
- Cephalaria szaboi
- Cephalaria taurica
- Cephalaria tchihatchewii
- Cephalaria tenella
- Cephalaria tenuiloba
- Cephalaria transcaucasica
- Cephalaria transsylvanica
- Cephalaria tuteliana
- Cephalaria uralensis
- Cephalaria velutina
- Cephalaria wilmsiana
- Cephalaria zeyheriana